# 茨城県立北茨城特別支援学校
茨城県立北茨城特別支援学校（いばらきけんりつ きたいばらきとくべつしえんがっこう）は、茨城県北茨城市にある公立特別支援学校。知的障害者を教育の対象とする。

## 概要
北茨城市に1987年に開校され、小学部、中学部、高等部を設置する。通学地区は北茨城市、高萩市、日立市（旧十王町の地域）。

## 設置学部
- 小学部
- 中学部
- 高等部

## 部活動
高等部と中学部のそれぞれに置かれる。
- 中学部
  - 運動部
  - サッカー部
- 高等部
  - サッカー部
  - 卓球部
  - 美術部
  - 文化部

## 沿革
- 1987年4月1日 - 茨城県立北茨城養護学校開校。
- 2012年4月1日 - 校名を「茨城県立北茨城特別支援学校」と改めた。